# Philip de Fonblanque
Philip de Fonblanque, britanski general, * 1885, † 1940.